# خوسيه أنطونيو سولانو مورينو
خوسيه أنطونيو سولانو مورينو (بالإسبانية: José Antonio Solano Moreno)‏ (4 فبراير 1985 في إسبانيا - ) هو لاعب كرة قدم إسباني في مركز قلب الدفاع. شارك مع منتخب إسبانيا تحت 18 سنة لكرة القدم. أما مع النوادي، فقد لعب مع إيسيخا بالومبيي ونادي برشلونة ب ونادي برشلونة ونادي بطليوس ونادي فولفسبيرغر ونادي قادش ونادي ليغانيس ونادي قادش ب ‏ وSV Horn ‏.

## وصلات خارجية
- خوسيه أنطونيو سولانو مورينو على موقع قاعدة بيانات كرة القدم.إي يو (الإنجليزية)
- خوسيه أنطونيو سولانو مورينو على موقع Soccerway.com (الإنجليزية)
- خوسيه أنطونيو سولانو مورينو على موقع عالم كرة القدم.نت (الإنجليزية)